# Ungoogled-chromium
Ungoogled-chromium és un navegador web gratuït i de codi obert basat en Chromium amb l'objectiu d'augmentar la privadesa. Els desenvolupadors del projecte el descriuen com "Google Chromium, sense dependència dels serveis web de Google". A diferència de molts navegadors basats en Chromium, ungoogled-chromium intenta conservar l'experiència predeterminada de Chromium.

## Característiques
Ungoogled-chromium afegeix algunes funcions clau que pretenen augmentar la privadesa.
- Desactivar la funcionalitat que requereixi dominis de Google, inclosa la navegació segura de Google
- Substitució de dominis web de Google al codi font de Chromium per dominis web inexistents i bloqueig de sol·licituds internes a aquests dominis
- Eliminació de binaris del codi font de Chromium i substitució d'aquests per alternatives personalitzades.

El navegador també afegeix funcions no essencials més petites i té prestades funcions d'altres projectes com Debian. Algunes funcions de Chromium no funcionen amb ungoogled-chromium, una notable és la instal·lació d'extensions directament des de Chrome Web Store.

## Recepció i història
En una ressenya, Techspot va anomenar ungoogled chromium com Google Chromium sense dependència dels serveis web de Google, a més d'una millor privadesa, control i transparència. El gener de 2021, Google va anunciar que eliminarà l'accés a les seves API de les versions de codi obert del navegador Chromium.